# Säm och Tanums station
Säm och Tanums station var en av SCB mellan 1990 och 2020 avgränsad och namnsatt småort i Tanums kommun. Den omfattade bebyggelse väster om Tanumshede utmed Bohusbanan vid Tanums station och norrut i Tanums socken. Bebyggelsen genomkorsas av länsväg 163. 

## Historia
När Bohusbanan byggdes i början av 1900-talet placerades en av stationerna, Tanums station, i en dalgång mellan Tanumshede och Grebbestad. Tanken var att flera planerade anslutande bibanor från kusten skulle sammanstråla här, men istället kom Statens Järnvägar (SJ) att köra sin första linje med busstrafik från stationen till Grebbestad år 1911 i ett försök att ta över trafik från ångbåtstrafiken längs kusten. Till stationen byggdes ett anslutande stationshus i tegel. Huset drabbades dock av hussvamp och revs 2005. Det ersattes med en väntkur.

## Ludesten

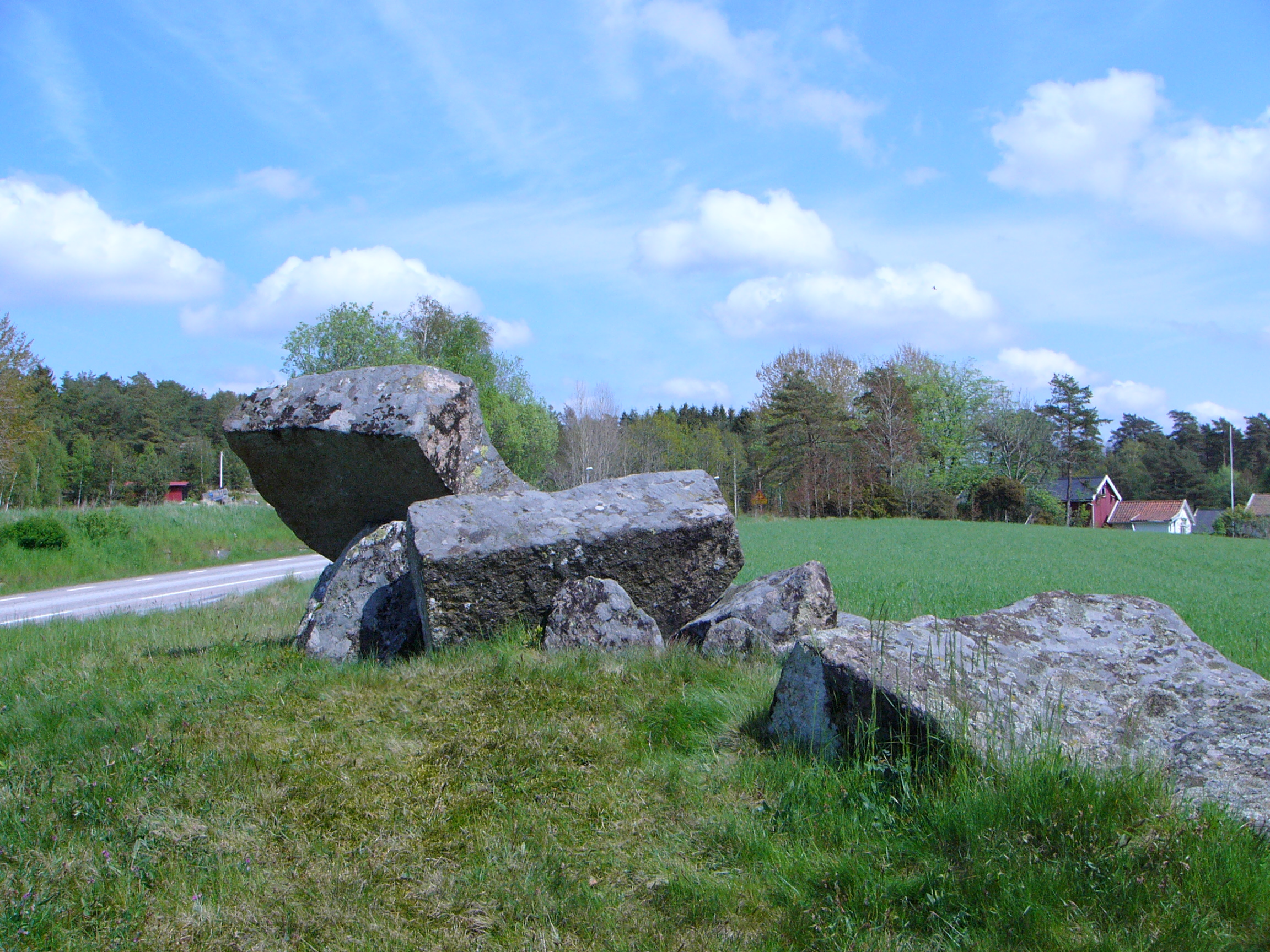
"Ludesten".

På en höjd strax öster om samhället, vid länsväg 163, ligger en cirka 5 000 år gammal gånggrift från yngre stenåldern. Fornlämningen är i dåligt skick, bland annat är takblocket brutet i tre delar. Namnet på fornminnet, "Ludesten", kommer av att en av takblocksdelarna lutar ner i gravkammaren. På blocken och på en närliggande sten finns cirka 80 skålgropar inristade. Det är osäkert om dessa är samtida med graven eller om de har tillkommit under bronsåldern. Graven bör ursprungligen ha legat vid havet som då stod 25 meter över dagens nivå.